# Мартинсбург (Мисури)
Мартинсбург (енгл. Martinsburg) град је у америчкој савезној држави Мисури.

## Демографија
По попису из 2010. године број становника је 304, што је 22 (-6,7%) становника мање него 2000. године.
| Група             | 2000.       | 2010.       |
| Белци             | 319 (97,9%) | 295 (97,0%) |
| Афроамериканци    | 2 (0,6%)    | 3 (1,0%)    |
| Азијати           | 0 (0,0%)    | 1 (0,3%)    |
| Хиспаноамериканци | 2 (0,6%)    | 4 (1,3%)    |
| Укупно            | 326         | 304         |